# Gabriel Díaz Berbel
José Gabriel «Kiki» Díaz Berbel (Granada, España, 19 de marzo de 1940-Granada, 17 de junio de 2011) fue un político español. Diputado en el Parlamento Autonómico Andaluz (1982-1984), senador, concejal (1987-1995), y alcalde de Granada.

## Biografía
Nació y se crio en Granada en el seno de una familia de clase media acomodada y originarios de la localidad de Valderrubio (Granada) por parte materna y en el taller mecánico paterno en el que colaboraba en Granada. Inició sus estudios primarios en el Colegio de los Hermanos Maristas de su ciudad natal. Llegada la etapa universitaria se trasladó a Madrid para estudiar Económicas, que abandono al contraer matrimonio, marchando a Alemania donde se diplomó en Dirección de Empresas en la Universidad de Stuttgart. A su regreso aceptó la gestión de la dirección de ventas de la concesión mercantil de la casa de automóviles Mercedes Benz en España. Dentro de los políticos españoles era singular, hablaba tres idiomas, era piloto privado de aviación, y conocido empresario de éxito en la ciudad. 
Estuvo casado con Manuela Victoria Ibáñez Dueso con la que tuvo tres hijos, Eugenio, Pablo y Susana. El 3 de noviembre de 2007 contrajo matrimonio civil en segundas nupcias con Fátima Roca.

### Vida pública
En 1981 se afilió en Alianza Popular, siendo nombrado primer presidente provincial de Granada, cargo en el que se mantuvo durante siete años. Fue miembro de la Junta Directiva Nacional antes de llamarse Partido Popular y vicepresidente regional de su partido, siendo invitado por Manuel Fraga Iribarne a que dedicara parte de su tiempo a la política municipal.
En las primeras elecciones autonómicas andaluzas, celebradas el 23 de mayo de 1982, fue elegido diputado de la Cámara regional, y en el mes de octubre del mismo año adquirió el acta de senador por Granada en la II Legislatura (1982-1986), repitió cargo en la VI y VII Legislatura (1996-2004).
En 1986 pasó de la Cámara Alta a la Baja y ejerció como vocal en la Comisión de Defensa, y es en 1987 cuando realizó su primer intento en ser el regidor mayor de Granada capital todavía bajo las siglas de AP, no alcanzó la mayoría a falta de un concejal.
En 1989, repitió como diputado nacional y pasó a ser miembro de la comisión de Asuntos Exteriores.
En el VI Congreso Regional del Partido Popular celebrado en noviembre de 1990, fue elegido miembro de la Ejecutiva Regional de Andalucía.
En 1995 fue el primer alcalde del Ayuntamiento de Granada capital por parte del Partido Popular, y por mayoría absoluta, con quince concejales sobre un total de 27. Con él acababa un periodo de 16 años de gobierno local socialista. Ganó tres elecciones municipales a la alcaldía de Granada por mayoría simple, aunque sólo consiguió gobernar durante una legislatura entre 1995 y 1999. A pesar de obtener mayoría de votos en 1999, un pacto entre tres partidos de la oposición (PSOE), (PA) e (IU) le hizo perder su cargo a manos de José Enrique Moratalla Molina. Afrontó la parcial peatonalización y profunda reforma del centro de la capital. Muy vinculado al barrio granadino del Albaicín, bajo su mandato, el 9 de julio de 1997 el expresidente de Estados Unidos Bill Clinton y su esposa Hillary aceptaron la invitación del Ayuntamiento para admirar la Ciudad y la Alhambra desde el Mirador de San Nicolás a la puesta del sol. En su honor y recuerdo de su paso por el Albaycin, en la misma plaza del Mirador se levantó un polémico monolito. Tras dejar la alcaldía en 1999 se dedicó a su faceta como miembro del Grupo Parlamentario Popular en el Senado
En 2004, una complicación pulmonar le impidió recoger en persona la Medalla de Oro al Mérito de la ciudad, que la alcaldía presidida por José Torres Hurtado concedió a los cinco alcaldes del periodo democrático, con motivo de la celebración del 25 aniversario de la constitución de los ayuntamientos democráticos. <>
Formó parte de la Comisión de Control de CajaGranada, hasta que los estatutos, al cumplir la edad de 70 años, le obligaron a dejar el puesto.
Bien entrada la década del siglo XXI, se manifestaron sus diferencias políticas con los gestores del partido popular de Granada, a pesar de haber aceptado un puesto testimonial en las listas municipales de 2008, atacaba a su dirección provincial, a la que reprochaba falta de transparencia y de democracia interna en la toma de decisiones, el 2 de enero de 2010, aun habiendo militado durante más de tres décadas, tras la crisis surgida en el Partido Popular de Asturias —baja de Francisco Álvarez-Cascos— solicitó igualmente la baja por carta remitida al presidente provincial del PP de Granada Sebastián Pérez, aunque poco después volviera a afiliarse, tras haber mantenido una reunión con el abogado en ejercicio Antonio Martín, militante del PP desde 2008, procedente del disuelto PADE, (Partido Demócrata Español) que junto con unos cincuenta militantes del PP, le instaron para que se presentara a las elecciones municipales de mayo de 2010 encabezando una lista independiente. El 4 de enero de 2011, a pregunta periodística, el exalcalde contestó que "siempre" estaría dispuesto a volver a la política de primera línea argumentando que un político "es inmortal".
Falleció repentinamente el 17 de junio de 2011 a causa de un infarto. Enterrado en el panteón familiar del Cementerio de San José de Granada al declinar sus hijos Eugenio y Pablo en nombre de la familia el panteón de personajes ilustres de la ciudad ofrecido por el Ayuntamiento.